# Hållsta, Eskilstuna kommun
Hållsta är en tätort i Eskilstuna kommun belägen i Husby-Rekarne socken omkring en mil söder om Eskilstuna, öster om länsväg 214 och utmed järnvägslinjen Eskilstuna–Flen. Huvuddelen av bebyggelsen ligger mellan järnvägen och länsvägen.

## Historia
Hållsta omtalas i skriftliga handlingar första gången 1382 men härstammar av namnet att döma troligen från järnåldern. Hållsta ligger där Majstigen, den gamla vägen från Eskilstuna västerut söder om Hjälmaren mötte en annan gammal väg mellan Ärla och Eskilstuna. Vid vägknuten uppfördes ett skjutshåll och gästgiveri, vars huvudbyggnader ännu finns kvar om än ombyggda. Särskilt flyglarna vid gästgiveriet har bevarat sin ålderdomliga karaktär. Bland andra äldre byggnader i Hållsta märks en kvarn från 1924 med vinkelbyggt falurött magasin.
Byn utvecklades till tätort i samband med att den blev stationssamhälle vid järnvägen Eskilstuna-Oxelösund 1875.

## Befolkningsutveckling
| Befolkningsutvecklingen i Hållsta 1950–2020 | Befolkningsutvecklingen i Hållsta 1950–2020 | Befolkningsutvecklingen i Hållsta 1950–2020 | Befolkningsutvecklingen i Hållsta 1950–2020 | Befolkningsutvecklingen i Hållsta 1950–2020 |
| ------------------------------------------- | ------------------------------------------- | ------------------------------------------- | ------------------------------------------- | ------------------------------------------- |
|                                             |                                             |                                             |                                             |                                             |
| År                                          |                                             |                                             | Folkmängd                                   | Areal (ha)                                  |
| 1950                                        | 1950                                        |                                             | 377                                         |                                             |
| 1960                                        | 1960                                        |                                             | 321                                         |                                             |
| 1965                                        | 1965                                        |                                             | 475                                         |                                             |
| 1970                                        | 1970                                        |                                             | 715                                         |                                             |
| 1975                                        | 1975                                        |                                             | 825                                         |                                             |
| 1980                                        | 1980                                        |                                             | 771                                         |                                             |
| 1990                                        | 1990                                        |                                             | 795                                         | 85                                          |
| 1995                                        | 1995                                        |                                             | 810                                         | 87                                          |
| 2000                                        | 2000                                        |                                             | 802                                         | 87                                          |
| 2005                                        | 2005                                        |                                             | 804                                         | 87                                          |
| 2010                                        | 2010                                        |                                             | 823                                         | 86                                          |
| 2015                                        | 2015                                        |                                             | 917                                         | 100                                         |
| 2020                                        | 2020                                        |                                             | 888                                         | 100                                         |
|                                             |                                             |                                             |                                             |                                             |

## Samhället
I Hållsta finns en skola, ett daghem och ett äldreboende. Hållsta är ett samhälle med mestadels mindre villor, men det finns även några hus med lägenheter. Orten ligger på den sörmländska slätten och är omgiven av åkrar och skog. Här fanns tidigare ett gästgiveri.
I Hållsta finns ett större komplex (28 000 kvadratmeter fördelade på fyra hus) som byggdes 1972 för att användas av företaget Lantbruksdata. Lantbruksdata bildades 1969 som en servicebyrå för Lantbrukskooperationen. Dessa lokaler har sedan använts av IBM men stått tomma sedan 2004. Under åren har det gjorts renoveringar och försök att etablera verksamhet där. 2013 meddelades att anläggningen kan komma att användas till boende för asylsökande.
Hållsta har en anslutning till Sörmlandsleden. Hållsta badplats är anlagd i en del av en tidigare grusgrop i Strömsholmsåsen, ursprungligen grustag för järnvägen. IK Standard är den lokala idrottsföreningen.

## Gårdar i omgivningen
Strax väster om Hållsta ligger Rossviks säteri, byggt på 1700-talet.
Bland andra gårdar kan nämnas Lundby säteri sydost om Hållsta. Detta är känt sedan 1300-talet. Det har varit ett klostergods under medeltiden. Ett slott byggdes här 1638 men det är nu rivet. Kvar finns den nuvarande huvudbyggnaden från 1809 med restaurering och tillbyggnad från 1895.
Rakt söderut mot Bälgviken ligger Årby gård.
Tidigare fanns även Hållsta gård med anor från 1700-talet.

## Kommunikationer
Länsväg 214 leder norrut mot Eskilstuna och söderut mot Näshulta. Rakt österut ligger riksväg 53 som leder söderut mot Malmköping. Bussanslutning finns genom linje 9 i Citybussen.
Hållsta var en station utmed järnvägsbanan Sala-Oxelösund. Järnvägen byggdes 1875 och stationshuset 1876. Byggnaden renoverades 1935 med bland annat en modernare väntsal. Stationshuset revs av Banverket 2008 men järnvägen finns fortfarande kvar och passeras av tågen som går mellan stationerna Hälleforsnäs och Eskilstuna.

## Bilder

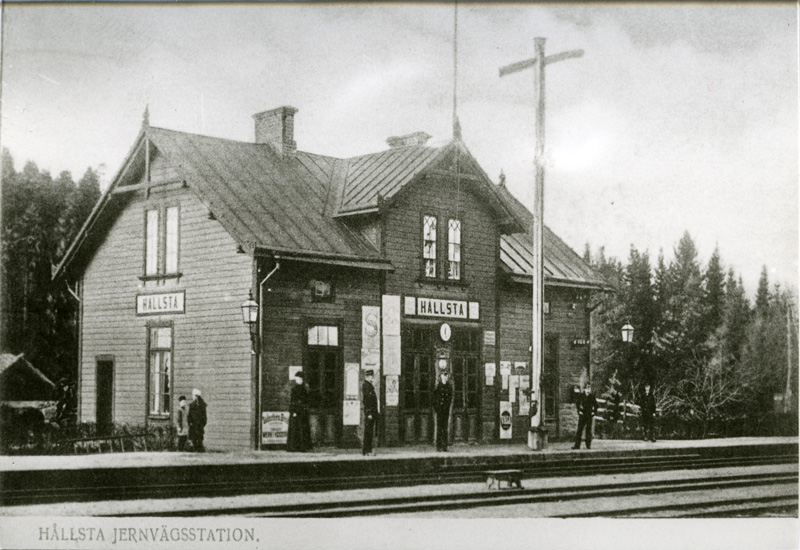
Hållsta järnvägsstation 1903.
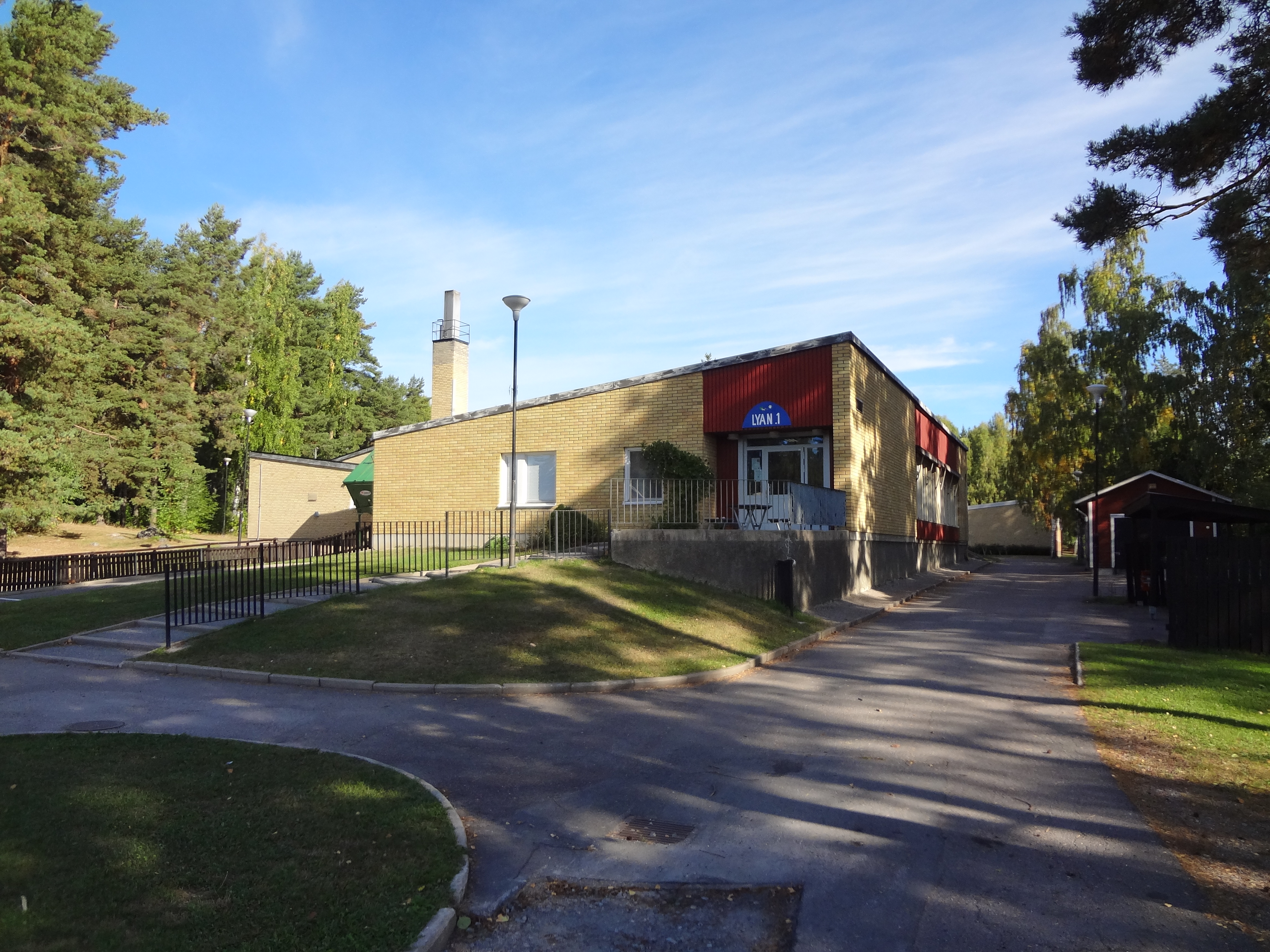
Hållstaskolan
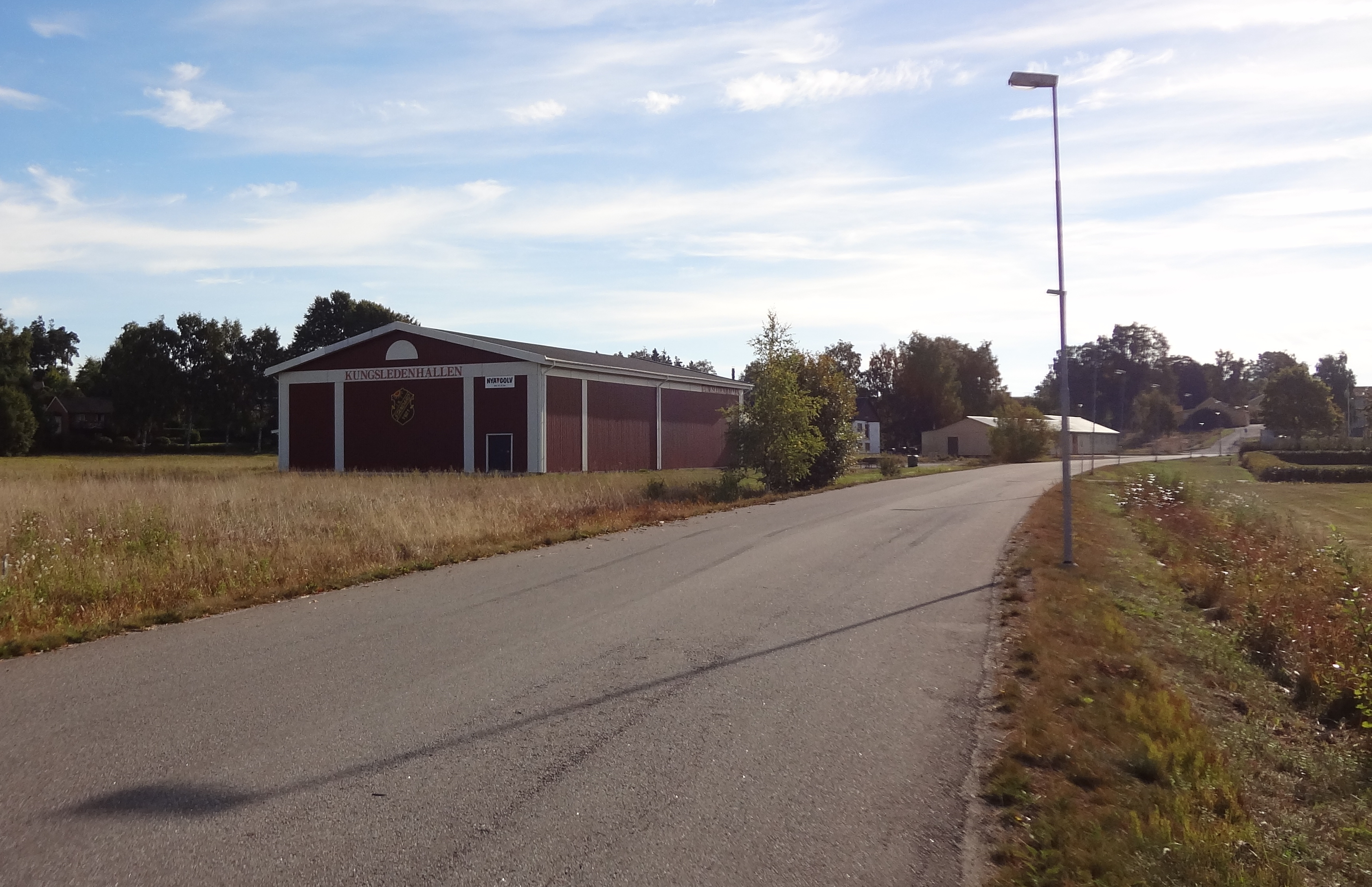
Kungsledenhallen på Industrivägen.
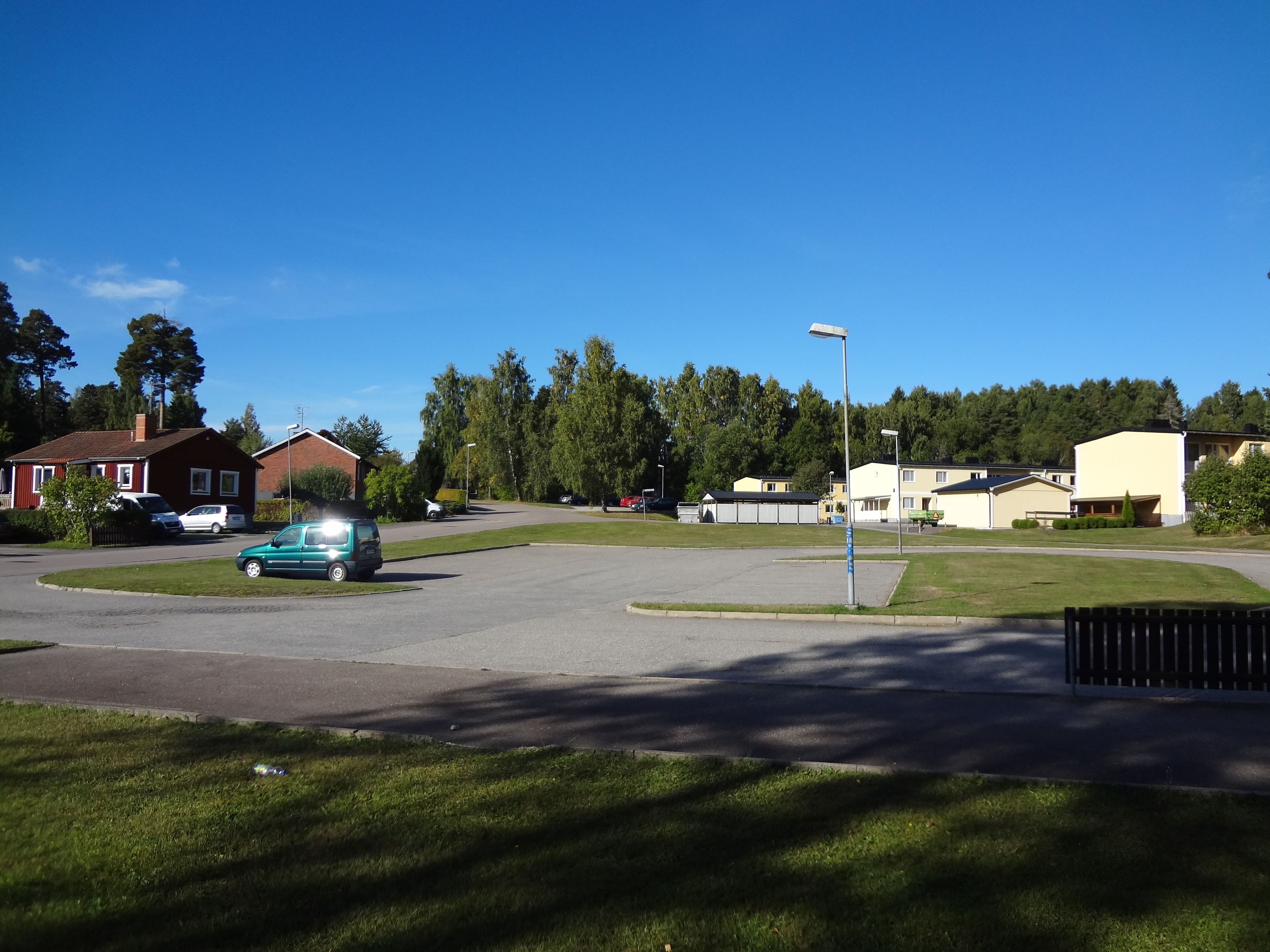
Bebyggelse på Prästgårdsvägen (vänster) och Minkvägen.